# Branko Milanović
Branko Milanović (serbe : Бранко Милановић), né le 24 octobre 1953 à Belgrade, est un économiste serbo-américain,.Il est l'un des spécialistes les plus reconnus sur les questions de pauvreté, d'inégalités économiques, de répartition des revenus et de politique sociale.

## Biographie
Il naît et grandit à Belgrade, à l'époque en Yougoslavie socialiste.[Pas dans la source] Il y fait ses études et obtient un doctorat en économie de l'Université de Belgrade. La thèse qu'il soutient a pour sujet les inégalités économiques en Yougoslavie.
Il a été économiste au département de recherche de la Banque mondiale et professeur invité de l'Université du  Maryland et de l'université Johns Hopkins,.
Il est actuellement professeur au graduate center de l'université CUNY, à New York, ainsi que chercheur associé au LIS, un centre de recherche sur les inégalités.

## Travaux scientifiques
Il rédige, pour la Banque mondiale, un rapport sur les conséquences économiques de la transition du socialisme à l'économie de marché au cours des années 1990.
Par la suite, il se distingue par son étude des inégalités à l'échelle mondiale. Son livre de 2016, Inégalités mondiales, dont la traduction française (2019) est préfacée par Thomas Piketty, démontre les effets contrastés de la mondialisation sur les revenus des différentes classes sociales dans les différents pays du monde.
Il affirme qu'entre 1988 et 2008, la structure de la mondialisation a profité aux pays asiatiques les plus pauvres et aux Occidentaux les plus riches au détriment des classes moyennes du Nord. Les classes populaires et moyennes dans les pays riches ne voient pas leur revenu progresser, du fait que cette catégorie  « (...) dépend pour la plupart de leurs revenus du travail et n’ont aucun revenu de capital significatif ».
Il illustre les inégalités selon la courbe suivante, avec en abscisses, la distribution des individus en fonction de leur revenus (à gauche, les plus pauvres, à droite les plus riches), et en ordonnées, la progression du revenu entre 1988 et 2008.  

Du fait de sa forme, la courbe est souvent appelée la « courbe de l'éléphant » :

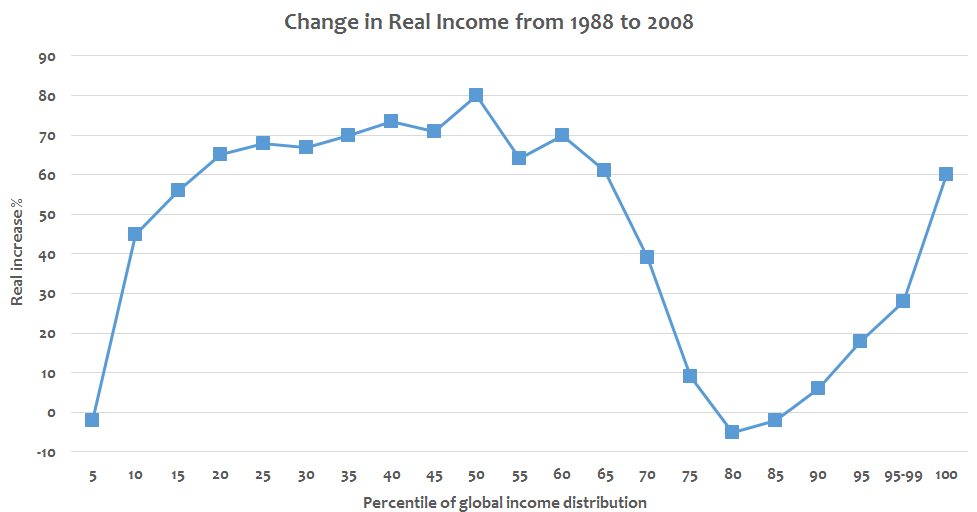
Lecture. Entre 1988 et 2008, les individus du dixième centile (plus riches que 10 % de la population mondiale, et plus pauvres que les 90 % restants) ont vu leur revenu augmenter de 45 %.

Selon l'interprétation de Branko Milanović, la pauvreté a reculé (les revenus des plus pauvres ont augmenté entre 20 et 50 %) tandis que les classes moyennes chinoise et indiennes se sont enrichies (progression de 80 %) sur une période particulièrement courte.
Les revenus situés entre le 80e centile et le 85e centile ont stagné  correspondant  aux individus qui vivent dans les pays riches  (70 % d'entre eux sont situés dans les pays de l'OCDE) et qui par conséquent n'ont pas bénéficié des effets de la mondialisation. Tandis que les revenus ont progressé de 70 % (100e centile) pour les individus catégorisé comme « super-riche » vivant pour la plupart dans les pays aux économies avancées dont la moitié aux Etats-Unis.   
En septembre 2016, un rapport de la Resolution Foundation, un think tank britannique, affirmait que ces données étaient vraies, mais l'interprétation était fausse ou trompeuse. Selon cette étude, le creux de la courbe éléphant n'était pas uniquement  imputable à la mondialisation mais à des phénomènes exogènes (évènements géopolitiques par exemple). Par ailleurs, la collecte des données analysées est essentiellement celle des revenus fiscaux et par conséquent déclarés -- ce qui conduit à sous-estimer les revenus des plus riches lorsqu'ils pratiquent la fraude fiscale.

## Ouvrages

### En anglais
- Liberalization and Entrepreneurship. Dynamics of Reform in Socialism and Capitalism, 1989. M.E. Sharpe.
- Income, Inequality, and Poverty during the Transition from Planned To Market Economy. 1998. World Bank.
- (avec Ethan Kapstein) Income and Influence. 2003. Upjohn Institute.
- (avec Christiaan Grootaert et Jeanine Braithwaite) Poverty and Social Assistance in Transition Countries. 1999. St. Martin's Press.
- Worlds Apart. Measuring International and Global Inequality. 2005. Princeton/Oxford.
- The Haves and the Have-Nots: A Brief and Idiosyncratic History of Global Inequality, 2010, Basic Books, New York.
- (en) Global Inequality : A New Approach for the Age of Globalization, Harvard University Press, 2016, 299 p. (ISBN 978-0-674-73713-6, lire en ligne)
- Capitalism, Alone: The Future of the System That Rules the World, Belknap Press, 2019
- Visions of Inequality: From the French Revolution to the End of the Cold War, 2023, Harvard University Press.

### En français
- Inégalités mondiales. Le destin des classes moyennes, les ultra-riches et l'égalité des chances, trad. B. Mylondo, Paris, La Découverte, fév. 2019, avec une préface de Th. Piketty et une postface de P. Combemale et M. Gueuder.
- Le capitalisme, sans rival. L’avenir du système qui domine le monde, trad. Baptiste Mylondo, préface Pascal Combemale, Paris, La Découverte, septembre 2020.

## Sélection d'articles
- (en) B. Milanovic, « True World Income Distribution, 1988 and 1993: First Calculation Based on Household Surveys Alone », The Economic Journal, vol. 112, no 476,‎ 2002, p. 51 (DOI 10.1111/1468-0297.0j673)
- (en) B. Milanovic, « An Estimate of Average Income and Inequality in Byzantium Around Year 1000 », Review of Income and Wealth, vol. 52, no 3,‎ 2006, p. 449 (DOI 10.1111/j.1475-4991.2006.00198.x)
- (en) B. Milanovic, P. H. Lindert et J. G. Williamson, « Pre-Industrial Inequality », The Economic Journal, vol. 121, no 551,‎ 2011, p. 255 (DOI 10.1111/j.1468-0297.2010.02403.x)
- (en) B. Milanovic, « Global inequality of opportunity: how much of our income is determined by where we live », Review of Economics and Statistics, vol. 97, no 2,‎ 2015, p. 452-460 (DOI 10.1162/REST_a_00432)